# Perry County, Illinois
Perry County är ett administrativt område i delstaten Illinois, USA, med 22 350 invånare. Den administrativa huvudorten (county seat) är Pinckneyville.

## Geografi
Enligt United States Census Bureau har countyt en total area på 1 157 km². 1 142 km² av den arean är land och 15 km² är vatten.

### Angränsande countyn
- Washington County - nord
- Jefferson County - nordost
- Franklin County - öst
- Jackson County - syd
- Randolph County - väst